# Idiom
Idiom, idiomat, idiomatyzm (z łac. idioma „specyfika języka, osobliwości językowe”; od gr. idiōma, dop. idiōmatos „specyficzna cecha; właściwość” od idiousthai „odpowiedni”; ídios „własny; prywatny; swoisty”) – konstrukcja językowa, której znaczenie ma charakter swoisty, tj. nie daje się wyprowadzić ze znaczenia jej poszczególnych części składowych. Idiomy należy odróżnić od kolokacji, czyli związków wyrazowych wykazujących pewną ustaloną łączliwość, ale dających się rozumieć dosłownie.

## Terminologia
Terminy bliskoznaczne wobec terminu „idiom” to m.in. „frazeologizm” i „frazem”. Niekiedy idiomy są utożsamiane z frazeologizmami; nazywa się w ten sposób takie konstrukcje językowe, których znaczeń nie można wyprowadzić ze znaczeń poszczególnych wyrazów. W szerokim znaczeniu frazemy i frazeologizmy to nie tylko wyrażenia idiomatyczne (których znaczenie nie wynika z dosłownych znaczeń poszczególnych składników), lecz wszelkie wyrażenia utarte, cechujące się złożonością składniową (czyli zarówno idiomy, jak i kolokacje). W niektórych klasyfikacjach idiom jest zatem pojęciem podrzędnym wobec frazeologizmu lub frazemu, odnoszącym się do podkategorii związków frazeologicznych.
W obiegu międzynarodowym również terminowi „idiom” bywa przypisywane znaczenie szerokie; wówczas staje się on synonimem ogólnie rozumianego frazeologizmu lub frazemu. Terminy „idiom” i „idiomatyka” są charakterystyczne dla zachodnich tradycji filologicznych i językoznawczych.
O idiomach najczęściej wspomina się w kontekście nauki języków obcych (ponieważ stanowią one liczną grupę wyjątków od poznawanych przez uczącego się reguł), stąd też bardzo często stosuje się inną definicję: „wyrażenie właściwe tylko danemu językowi, niedające się dosłownie przetłumaczyć na inny język”. Definicja ta nie jest jednak ścisła, ponieważ niektóre idiomy są zapożyczane od jednych języków przez drugie, przez co są one charakterystyczne dla większej niż jeden liczby języków.

## Idiomy polskie
- piąte koło u wozu – osoba lub rzecz zawadzająca
- ręka rękę myje – popieranie się przez ludzi w nieuczciwych sprawach (angielski idiom one hand washes the other oznacza współpracę, nie ma negatywnej konotacji)
- urwanie głowy – bezładny pośpiech
- flaki z olejem – coś wyjątkowo nudnego
- włosy stają dęba – być bardzo przestraszonym
- na czarną godzinę – na trudny okres w nieokreślonej przyszłości

## Idiomy obcojęzyczne
W tłumaczeniu idiomy oddaje się najczęściej poprzez użycie odpowiadających im (lub zbliżonych znaczeniem) polskich idiomów, np.:
- da liegt der Hund begraben (niem.), (dosł. tu leży pies pogrzebany) – „w tym sęk” – w tym problem
- it rains cats and dogs (ang.), (dosł. pada kotami i psami) – „pierze żabami”, „leje jak z cebra” – ulewa
- come hell or high water (ang.), (dosł. niech nastąpi piekło albo powódź) – „choćby się paliło i waliło” – nieważne, co się stanie; bez względu na trudności
- revenons à nos moutons (fr.), (dosł. wróćmy do naszych baranów) – „wróćmy do rzeczy”
- стрелял (метил) в ворону, а попал в корову (ros.), (dosł. strzelał do wrony, a trafił w krowę) – „trafić kulą w płot”